# بي في ناراسيمها راو
نرسمها راؤ (بالتيلوغوية: పాములపర్తి వెంకట నరసింహారావు )‏ (و. 1921 – 2004 م) هو سياسي، وروائي، ومقاتل من أجل الحرية ‏، وشاعر، من الهند، ولد في كريم نجر، كان عضوًا في المؤتمر الوطني الهندي، توفي في دلهي، عن عمر يناهز 83 عاماً، بسبب نوبة قلبية.

## مناصب
تولى منصب عضو لوك سابها ‏ (1996–1998)، ووزير الدفاع (6 مارس 1993–16 مايو 1996)، ووزير الشؤون الخارجية (الهند) (31 مارس 1992–18 يناير 1994)، ورئيس وزراء الهند (21 يونيو 1991–16 مايو 1996)، وعضو لوك سابها ‏ (1991–1996)، وعضو لوك سابها ‏ (1989–1991)، ووزير الشؤون الخارجية (الهند) (25 يونيو 1988–2 ديسمبر 1989)، ووزير الشؤون الداخلية ‏ (12 مارس 1986–12 مايو 1986)، ووزير الدفاع (31 ديسمبر 1984–25 سبتمبر 1985)، ووزير الشؤون الداخلية ‏ (19 يوليو 1984–31 ديسمبر 1984)، وعضو لوك سابها ‏ (1984–1989)، ووزير الشؤون الخارجية (الهند) (14 يناير 1980–19 يوليو 1984)، وعضو لوك سابها ‏ (1980–1984)، وعضو لوك سابها ‏ (1977–1980)، وقائمة رؤساء وزراء أندرا برديش (1971–1973)، وMember of the Andhra Pradesh Legislative Assembly ‏ (1957–1977).

## التعليم
تعلم في الجامعة العثمانية، وجامعة مومباي، وRashtrasant Tukadoji Maharaj Nagpur University ‏، وجامعة التلة الشمالية الشرقية.

## روابط خارجية
- بي في ناراسيمها راو على موقع الموسوعة البريطانية (الإنجليزية)
- بي في ناراسيمها راو على موقع مونزينجر (الألمانية)
- بي في ناراسيمها راو على موقع إن إن دي بي (الإنجليزية)